# Air Panama
|  | Dieser Artikel wurde aufgrund von inhaltlichen oder formalen Mängeln auf der Qualitätssicherungsseite des Portals Luftfahrt eingetragen. Dies geschieht, um die Qualität der Artikel aus dem Themengebiet Luftfahrt auf ein akzeptables Niveau zu bringen. Dabei werden Artikel gelöscht, die nicht signifikant verbessert werden können. Bitte hilf mit, die inhaltlichen Mängel dieses Artikels zu beseitigen, und beteilige dich bitte an der Diskussion. Artikel eintragen |

Air Panama ist eine panamaische Fluggesellschaft mit Sitz am Flughafen Albrook «Marcos A. Gelabert» in Panama-Stadt.

## Geschichte
Die Fluggesellschaft wurde 1980 als Turismo Aéreo gegründet und 2006 in Air Panama umbenannt.
Am 29. Februar 2012 stellte der einheimische Konkurrent Aeroperlas Regional aufgrund finanzieller Probleme den Betrieb ein, so dass Air Panama die einzige regionale Fluggesellschaft Panamas verblieb.  Im selben Monat bekundete die Fluggesellschaft ihr Interesse an der Aufnahme einer internationalen Non-Stop-Verbindung von Panama zu den Cayman Islands mit Flugzeugen mit Strahltriebwerk. In Vorbereitung dieser Flüge bestellte Air Panama zwei Fokker 100, von denen die erste im Juni und die zweite zwei Monate später geliefert wurde. Fast sechs Monate nach dem Konkurs von Aeroperlas übernahm Air Panama alle Inlandsflüge.

## Flugziele
Air Panama fliegt von Panama-Stadt Linienziele innerhalb Panamas an. Außerdem werden Charterflüge angeboten, unter anderem auch nach Costa Rica.

## Flotte

### Aktuelle Flotte
Mit Stand Mai 2025 besteht die Flotte der Air Panama aus vier Flugzeugen mit einem Durchschnittsalter von 34,7 Jahren.
| Flugzeugtyp        | Anzahl | bestellt | Anmerkungen | Sitzplätze | Durchschnittsalter |
| ------------------ | ------ | -------- | ----------- | ---------- | ------------------ |
| Fokker 50          | 4      | 1        |             | 50         | 34,7 Jahre         |
| de Havilland DHC-8 |        | 1        |             | – offen –  |                    |
| Gesamt             | 4      | 2        |             |            | 34,7 Jahre         |

Auf der Webseite des Unternehmens sind noch Cessna 208 (12 Sitzplätze) und de Havilland Canada DHC-6 Twin Otter (19 Sitzplätze) angegeben.

### Ehemalige Flugzeugtypen
Früher betrieb Air Panama auch folgende Flugzeugtypen:
- BAe Page Jetstream
- Boeing 737-300
- Britten-Norman BN-2 Islander
- Cessna 208
- de Havilland Canada DHC-6 Twin Otter
- de Havilland Canada DHC-8-300
- Fokker F-27
- Fokker 70
- Fokker 100
- McDonnell Douglas DC-9-10
- McDonnell Douglas DC-10-10/-40
- Saab 340

## Zwischenfälle

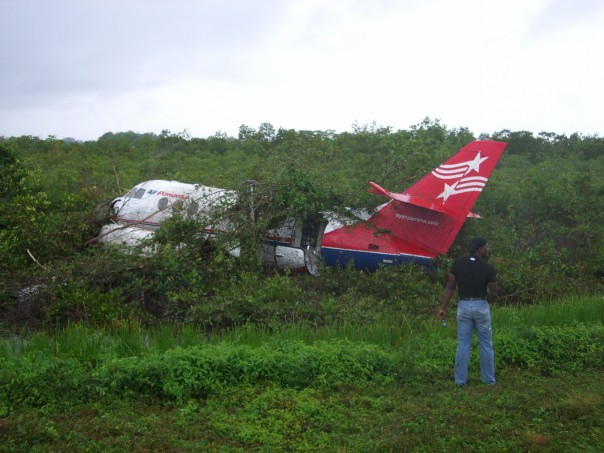
Eine verunglückte Handley Page Jetstream der Air Panama

Air Panama verzeichnete in ihrer Geschichte drei Zwischenfälle ohne Tote, alle Male mussten aber die Flugzeuge abgeschrieben werden.